# 드림캐처 (소설)
《드림캐처》(Dreamcatcher)는 2001년에 출판된 스티븐 킹의 소설로, 2003년에 동명의 이름으로 영화화되었다.